# What Did You Learn In School Today?
What Did You Learn In School Today? is een nummer van Amerikaanse folkzanger en singer-songwriter Tom Paxton. In oktober 1964 bracht hij het nummer uit op het album Ramblin' Boy.

## Inhoud
Het nummer is een protestlied dat gaat over het Amerikaanse schoolsysteem; namelijk over hoe kinderen worden misleid met een optimistische kijk op de regering, justitie, politie en haar oorlogspolitiek. De titel is een verwijzing naar de vraag die de meeste ouders na elke schooldag aan hun kinderen vragen: "Wat heb je vandaag op school geleerd?"

## Versies
Op 8 juni 1963 werd het nummer voor het eerst uitgevoerd door Pete Seeger in Carnegie Hall. Het optreden was onderdeel van de tegencultuur van de jaren 1960, wat ontstond door de opkomst van de burgerrechtenbeweging en de escalatie van de oorlog in Vietnam. In november 1963 werden de live opnames uitgebracht op het album We Shall Overcome.
In 1969 bracht de Belgische band De Elegasten een Nederlandstalig versie uit genaamd Wat Heb Je Vandaag Op School Geleerd. De tekst was aangepast door Walter Evenepoel naar de Belgische politieke situatie in de jaren 60. Deze versie behandeld onder andere de btw, de taalstrijd in België, de plaatsing van de eerste atoomcentrales en de kwestie rond Leuven Vlaams.